# Jorge Pina Roldán
Jorge Pina Roldán (Saragozza, 20 febbraio 1983) è un ex calciatore spagnolo, di ruolo centrocampista.

## Carriera

### Club
Pina cominciò la carriera con la maglia del Real Saragozza B. Successivamente, vestì le casacche di Racing Ferrol, Málaga e Salamanca, per poi accordarsi con lo Sporting Gijón. Seguirono esperienze al Levante, all'Albacete e all'Andorra. Emigrò poi ai greci del Larissa, prima di tornare in patria e militare nelle file del Villanovense. Il 13 luglio 2013, firmò un contratto valido fino al termine della stagione con i norvegesi del Birkebeineren. Totalizzò 11 presenze in campionato e mise a segno 2 reti. Il 16 gennaio 2014, il Birkebeineren annunciò che il contratto del calciatore non sarebbe stato rinnovato. Il 30 gennaio, allora, fece ritorno in Spagna, firmando per il Sariñena. Svincolato al termine della stagione, il 9 marzo venne ingaggiato dall'Ebro. Successivamente, si è trasferì all'Arroyo

### Nazionale
Partecipò, con la Spagna under 19, al campionato europeo di categoria del 2002, che la selezione iberica si aggiudicò. Fu poi tra i convocati della Spagna under 20 per il mondiale Under-20 2003, perso in finale.